# 佩克斯
佩克斯（法語：Pecqueuse，法語發音：[pɛkøz] ⓘ）是法国法兰西岛大区埃松省的一个市镇，属于帕莱索区。

## 地理
佩克斯（48°38'47"N, 2°2'55"E）面积7.4 平方千米，位于法国法蘭西島大區埃松省，该省份为法国北部内陆省份，北起上塞纳省和马恩河谷省，西接厄尔-卢瓦省和伊夫林省，南至卢瓦雷省，东临塞纳-马恩省。
与佩克斯接壤的市镇（或旧市镇、城区）包括：布莱莱特鲁、博内勒、比利永、舒瓦塞勒、利穆尔、莱莫利耶尔。

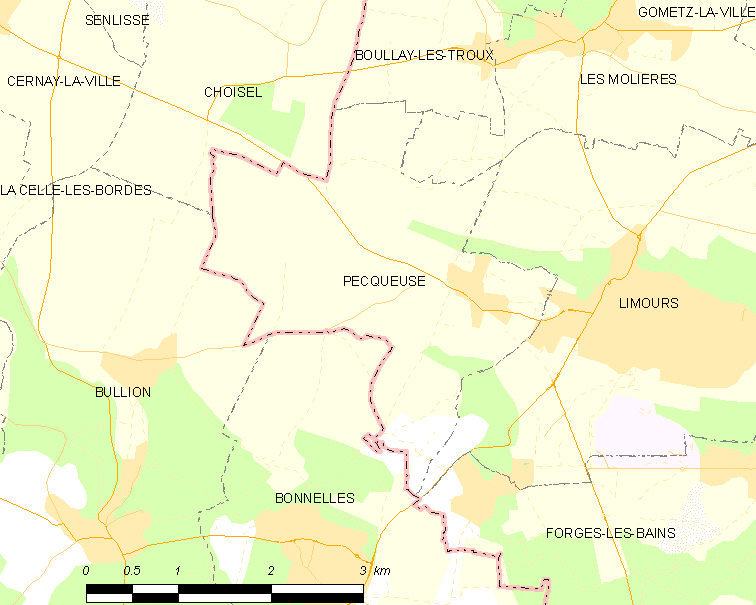
佩克斯的OSM定位图

佩克斯的时区为UTC+01:00、UTC+02:00（夏令时）。

## 行政
佩克斯的邮政编码为91470，INSEE市镇编码为91482。

## 政治
佩克斯所属的省级选区为伊韦特河畔日夫县。

## 人口

1962-2008年间佩克斯人口变化图示

佩克斯于2022年1月1日时的人口数量为567人。